# Nintendogs
Nintendogs é um jogo de simulação para o portátil Nintendo DS, desenvolvido e distribuído pela Nintendo. Em Nintendogs o jogador interage com um cachorro de sua escolha, cada versão tem um cachorro diferente:
- Shiba and Friends
- Lab and Friends
- Dashhound and Friends
- Dalmatian and Friends
- Chihuahua and Friends
- Best Friends Edition

## O Jogo
Através da caneta "Stylus" e do microfone para dar ordens ao bicho de estimação digital.
Tem várias raças de cães, onde você deve escolher uma delas e a partir daí deve cuidar de seu cão: dando banho , alimentando-o, treinando-o, levando-o para passear etc.
Treinar o seu cão pode ser simples, mas exige certa persistência, sendo que nem todos os cachorros tem a mesma facilidade de aprendizagem. Cada cão pode aprender 3 truques num dia, depois disso aparecerá no ecrã que o seu cão cansou de aprender naquele dia. O primeiro comando normalmente é o de sentar. Basta fazer carinho na cabeça do cão de cima para baixo; quando aparecer um balãozinho no canto superior direito do ecrã, você clica nele e fala ao microfone o comando. Depois de algumas repetições, o seu cão aprenderá o comando! E então basta repeti-lo na mesma entonação para que o seu cão faça o truque aprendido.
Alimentando: Para alimentar seu cachorro, você precisa comprar ração e água. Conforme o jogo evolui outros tipos de comida e bebida aparecem, como leite e biscoitos para cachorro. Você pode ir à loja acessando o shopping ou num passeio. Um conselho: no passeio, você chega na loja e o preço é menor do que ir direto ao shopping. E de noite os preços diminuem!
Concursos: existem 3 tipos: Concurso de Agilidade, Campeonato de Disco e Concurso de Obediência. Para o concurso de agilidade, você precisa treinar seu cão no ginásio, encontrado no caminho dos passeios. O campeonato de disco é simples, mas é complicado aprender a lançar o disco direitinho, então é bom treinar um pouco. Se o cão pega o disco no ar a pontuação aumenta. E no concurso de obediência, eles pedem truques e você manda que o filhote faça. mas preste atenção... Nunca grite com ele! O seu filhote ficará tenso e não conseguirá corresponder. Dependendo do grito, ele pode ficar tão decepcionado que virará as costas pra você! Se você ganhar qualquer concurso, somará pontos do treinador, ganhará dinheiro e também uma taça! Primeiro, segundo e terceiro lugares ganham taças, e o valor ganho é maior ou menor de acordo com cada posição. Mas se por exemplo o seu cãozinho for muito mal num concurso, ele acabará caindo para a categoria anterior. São 5 categorias: Beginner Class (Classe Iniciante), Open Class (Classe Aberta: a partir daí o resultado de seus concursos aparece nas suas opções), Expert Class (Classe Experiente), Master Class (Classe Mestre) e Championship (Campeonato; Classe dos Campeões).
Passeando: No caminho você encontra lojas (na qual são mais baratas), parques ou o ginásio de agilidade. Levando o seu cão ao parque, você pode treiná-lo para as competições de disco. Ou também, algumas vezes o parque já tem outros cachorros passeando, e o seu filhote poderá brincar com eles.
Levando-o para passear, você pode passar pelos pontos de interrogação no caminho, que podem ser outros cachorros passeando com seus donos, ou presentes. Dependendo do cachorro, o seu filhote pode ficar amigo dele, ficar curioso ou então não gostar do novo conhecido... Já os presentes são bem variados, desde vários tipos de coleiras e lacinhos, a coisas bizarras como globos de estudo e meteoritos. Os acessórios que podem ser encontrados são muitos! Chapéus, Cds com música para seu filhote, Bolas de tênis e de futebol, discos diferenciados, cordas de pular, e diferentes relógios, entre muitas outras coisas. Alguns artefatos (no jogo chama-se "etc") são bem caros, e vendendo-os você vai poder acumular dinheiro extra,assim poderá comprar uma nova decoração ou um novo amiguinho.
Existem ainda nos presentes, 2 tipos de vaso. O "Vase" (contém dinheiro dentro; pegue-o, atire e ele quebrará; não costuma ter muito dinheiro) e o "Fine Vase" é um vaso muito caro. Não quebre-o! Vender é uma boa opção.
Além do "Vase", você pode encontrar um mealheiro em forma de porquinho, também para quebrar. Não tem muito dinheiro dentro, mas mais vale quebrar que vender.
Comprando outro cachorro: A cada 2000 pontos ganhos você ganha uma nova raça no "Kennel" (Canil; Loja de Animais) ou outros estilos de decoraçao, como o estilo "Desktop". Você pode criar 3 cachorrinhos dentro de casa e outros 5 no hotel. No hotel você também poderá doar um cão, se quiser.
Re-Decorando a Casa: Sua casa também pode ser mudada. Mas custa muito caro. Existem decorações simples de $500,00, mas algumas como o "Tatami Room" (casa estilo japones) e o "desktop" custam $5.000,00 e $20.000,00, respectivamente!
Opção Bark Mode:Você pode usa-la com um amigo que também tenha o jogo,assim poderão trocar presentes,os filhotes fazer amizade e se você fizer bastante carinho no cachorro de seu colega,terá essa raça no canil.
Dicas: Compre produtos na loja quando você passear,são mais baratos,se quiser ganhar "trainers points",participe de competições ou coloque o produto de limpeza 'Brush' e deixe aberto o ds,a cada 1 minuto ganhará 2 pontos,aconselha-se a de noite pegar o carregador (para assim o ds não desligar),conectar,deixar o DS aberto com a janelinha de "brush" aberta,e quando você acordar já terá muitos pontos,desbloqueando novas raças caninas.Se colocar no bark mode toda a noite o seu cachorrinho poderá encontrar novos amigos . (aconselha-se a por o nintendo para carregar toda a noite).